# Réacteur modéré au graphite

Schéma d'un réacteur modéré au graphite

Le réacteur modéré au graphite ou Graphite-moderated reactor est un réacteur nucléaire qui utilise le graphite comme modérateur, et habituellement de l'uranium naturel (non enrichi) comme combustible.
Le premier réacteur nucléaire, la Chicago Pile-1, utilisait le graphite comme modérateur. Deux réacteurs modérés au graphite ont provoqué des catastrophes nucléaires : l'incendie de Windscale en 1957 en Angleterre et la catastrophe nucléaire de Tchernobyl en 1986 en RSS d'Ukraine, URSS (actuelle Ukraine).

## Types de réacteurs modérés au graphite
Plusieurs filières de réacteurs modérés au graphite ont été développées dans le monde :
- les réacteurs expérimentaux de Harwell au Royaume-Uni
- le réacteur no 1 de la centrale nucléaire de Peach Bottom aux États-Unis
- l'ancienne filière française Uranium naturel graphite gaz (UNGG)
  - voir la liste des réacteurs nucléaires en France
- l'ancienne filière britannique Magnox
  - voir la liste des réacteurs nucléaires arrêtés du Royaume-Uni

16 réacteurs modérés au graphite sont en activité en 2022 :
- 11 réacteurs de grande puissance à tubes de force (RBMK) russes[1]
  - voir la liste des réacteurs nucléaires en Russie
- 8 réacteurs avancés refroidis au gaz (AGR) britanniques[2]
  - voir la Liste des réacteurs nucléaires au Royaume-Uni

D'autres filières de réacteurs modérés au graphite sont, ou ont été, expérimentées notamment :
- la filière des réacteurs à lit de boulets à la centrale nucléaire de Shidao Bay en Chine
- la filière américaine (UHTREX) de réacteur à ultra-haute température (de 1959 à 1971).